# Geopsammodius unsidensis
Geopsammodius unsidensis är en skalbaggsart som beskrevs av Paul E.Skelley 2006. Geopsammodius unsidensis ingår i släktet Geopsammodius och familjen Aphodiidae. Inga underarter finns listade i Catalogue of Life.